# Advanced Microcontroller Bus Architecture
Advanced Microcontroller Bus Architecture (zkráceně AMBA) je rodina sběrnic standardizovaná britskou firmou ARM Holdings a používaná zejména v systémech na čipu. Je široce používána v různých zákaznických integrovaných obvodech, například v mobilních telefonech. Její používání není omezeno na architekturu ARM, například firma Infineon použila sběrnici AMBA pro počítač na čipu s architekturou MIPS. Díky veřejné standardizaci a možnosti používat je bez poplatků se v oblasti vestavěných procesorů staly sběrnice rodiny AMBA faktickým standardem.

## Stručný přehled verzí
- Specifikace AMBA vydaná v roce 1996 definuje dva typy sběrnic:
  - ASB (Advanced System Bus)
  - APB (Advanced Peripheral Bus)
- Specifikace AMBA 2 vydaná v roce 1999 definuje tři typy sběrnic:
  - AHB (AMBA High-performance Bus), nástupce ASB
  - ASB
  - APB (přesněji APB2)
- Specifikace AMBA 3 vydaná v roce 2003 definuje čtyři typy sběrnic:
  - AXI (Advanced Extensible Interface, zkráceně AXI3 nebo AXI v1.0), hojně používané na procesorech typu Cortex-A, například na Cortex-A9.
  - AHB-Lite (AHB-Lite v1.0)
  - APB (APB3 v1.0)
  - ATB (Advanced Trace Bus, zkráceně ATB v1.0)
- Specifikace AMBA 4 vydaná v roce 2004 definuje sedm typů sběrnic:
  - ACE (AXI Coherency Extensions), hojně používané na procesorech Cortex-A, například na Cortex-A7 a Cortex-A15
  - ACE-Lite (AXI Coherency Extensions Lite)
  - AXI4
  - AXI4-Lite
  - AXI4-Stream
  - ATB v1.1
  - APB4 v2.0
- Specifikace AMBA 5 vydaná v roce definuje dva typy sběrnice:
  - AHB5, AHB-Lite
  - CHI (Coherent Hub Interface)